# Ентерпрайз (Північно-Західні території)
Ентерпрайз (англ. Enterprise) — хутір в Канаді, у Північно-Західних територіях.

## Населення
За даними перепису 2016 року, хутір нараховував 106 осіб, показавши зростання на 7,1%, порівняно з 2011-м роком. Середня густина населення становила 0,4 осіб/км².
З офіційних мов обидвома одночасно володіли 5 жителів, тільки англійською — 100. Усього 15 осіб вважали рідною мовою не одну з офіційних, з них 5 — одну з корінних мов.
Працездатне населення становило 64,7% усього населення, рівень безробіття — 18,2%.

## Клімат
Середня річна температура становить -2,4°C, середня максимальна – 20,8°C, а середня мінімальна – -29,8°C. Середня річна кількість опадів – 325 мм.
| Клімат поселення                              | Клімат поселення | Клімат поселення | Клімат поселення | Клімат поселення | Клімат поселення | Клімат поселення | Клімат поселення | Клімат поселення | Клімат поселення | Клімат поселення | Клімат поселення | Клімат поселення | Клімат поселення |
| Показник                                      | Січ.             | Лют.             | Бер.             | Квіт.            | Трав.            | Черв.            | Лип.             | Серп.            | Вер.             | Жовт.            | Лист.            | Груд.            |                  |
| Середній максимум, °C                         | −16,38           | −12,95           | −6,77            | 5,64             | 14,63            | 20,84            | 20,73            | 18,55            | 12,39            | 4,12             | −8,36            | −16,54           |                  |
| Середня температура, °C                       | −23,1            | −19,68           | −13,51           | −1,09            | 7,90             | 14,10            | 16,60            | 14,40            | 8,29             | 0,00             | −12,48           | −20,67           |                  |
| Середній мінімум, °C                          | −29,83           | −26,41           | −20,23           | −7,83            | 1,18             | 7,40             | 12,48            | 10,30            | 4,16             | −4,12            | −16,59           | −24,78           |                  |
| Норма опадів, мм                              | 17               | 15               | 17               | 15               | 27               | 35               | 45               | 47               | 38               | 31               | 21               | 17               |                  |
| Середньомісячна швидкість вітру, м/с          | 2.40             | 2.50             | 2.90             | 3.20             | 3.30             | 3.00             | 2.80             | 2.90             | 3.10             | 3.19             | 2.80             | 2.40             |                  |
| Середньомісячна сонячна радіація, кДж/м²·день | 1506             | 4285             | 9944             | 16412            | 20647            | 22244            | 20389            | 15696            | 9579             | 4473             | 1766             | 886              |                  |
| --------------------------------------------- | ---------------- | ---------------- | ---------------- | ---------------- | ---------------- | ---------------- | ---------------- | ---------------- | ---------------- | ---------------- | ---------------- | ---------------- | ---------------- |
| Джерело:                                      |                  |                  |                  |                  |                  |                  |                  |                  |                  |                  |                  |                  |                  |